# Veldwachter

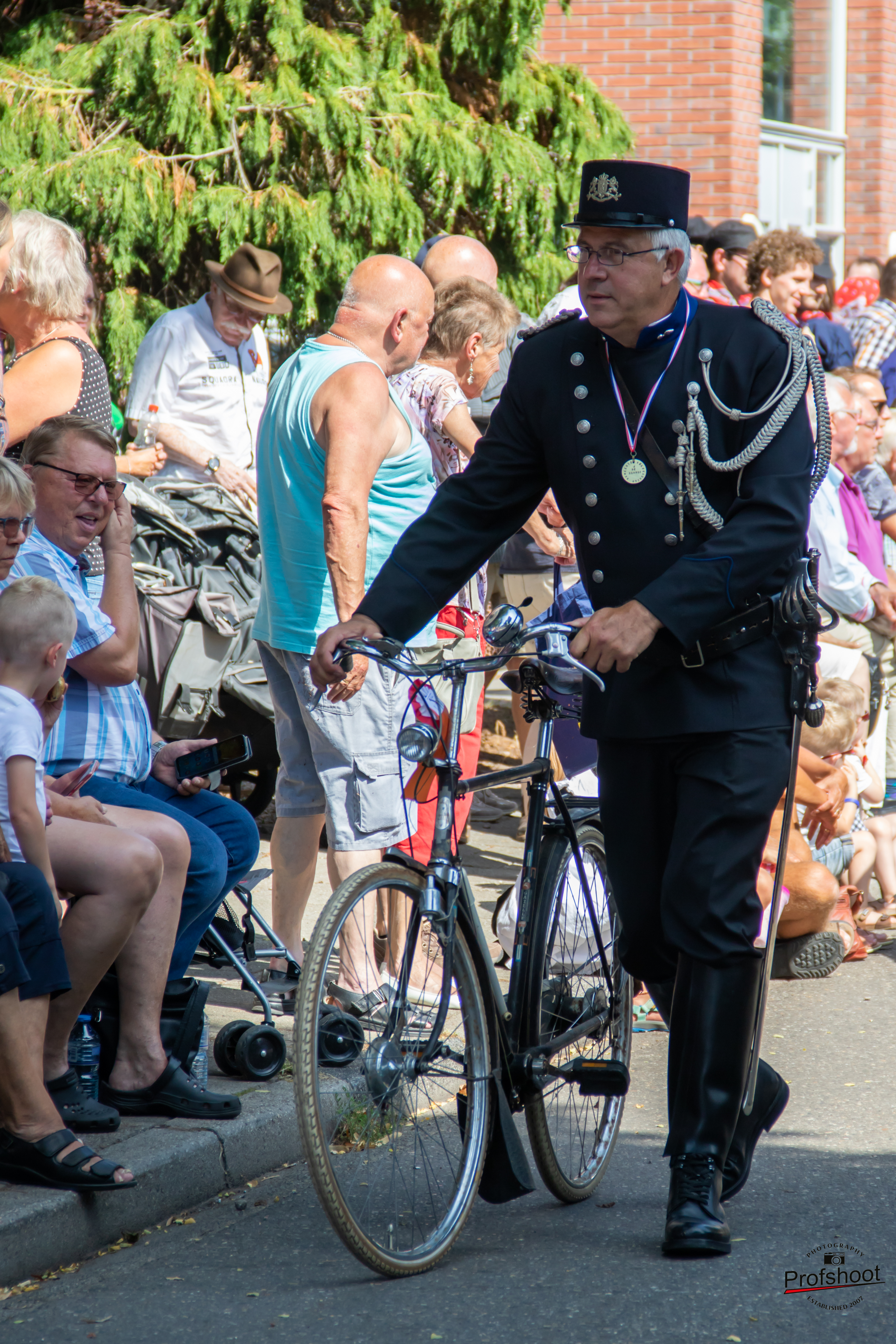
Als veldwachter verklede man tijdens de Oud-Lunterse Dag

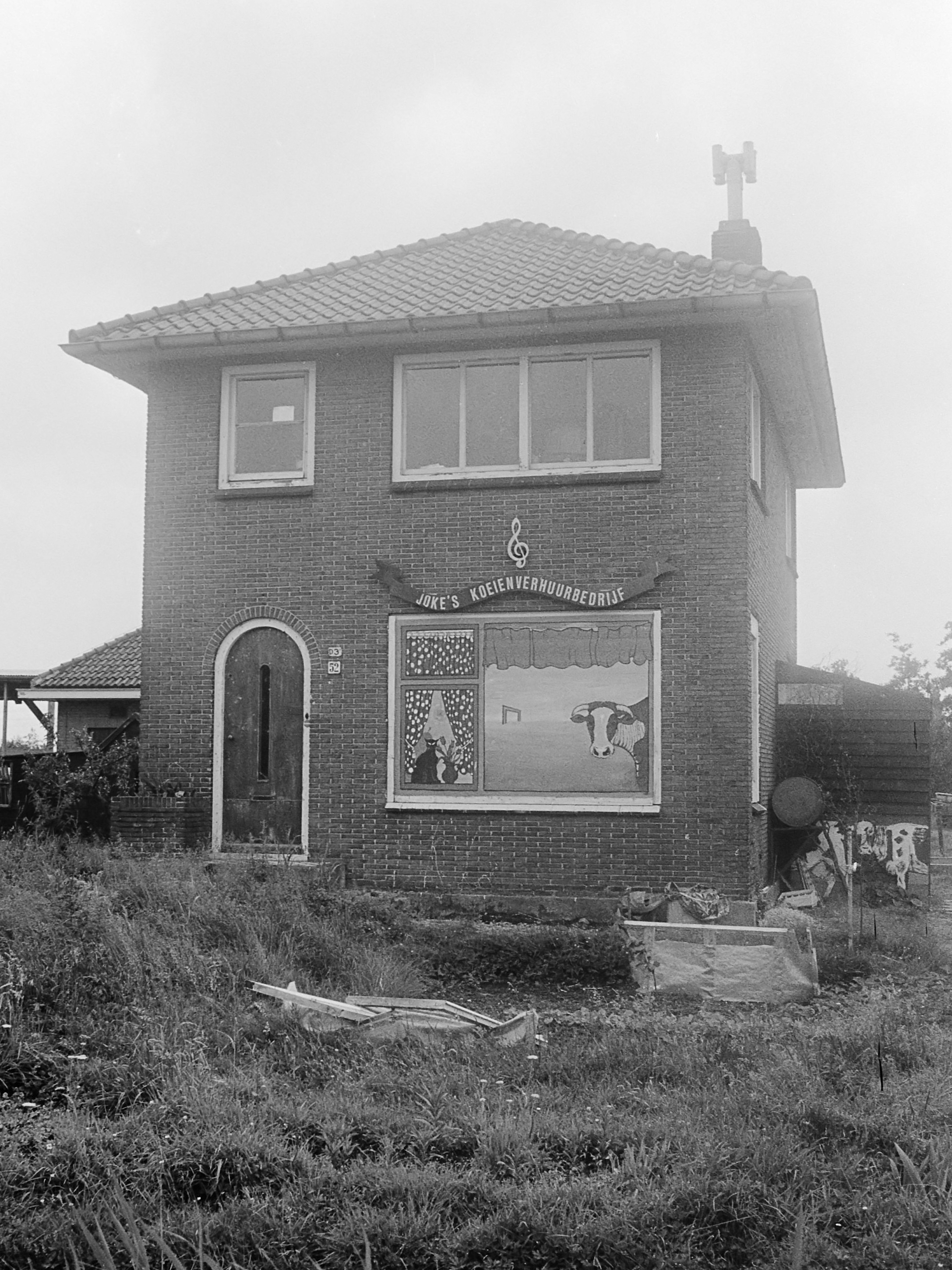
Voormalige veldwachterswoning in Schellingwoude, juni 1979

Een veldwachter was voor de Tweede Wereldoorlog een ordehandhaver in de kleinere gemeenten op het platteland. Na de oorlog kreeg in Nederland de rijkspolitie deze taak.

## Nederland
Nederland kende sinds de Franse tijd gemeenteveldwachters en rijksveldwachters. De eersten hadden alleen bevoegdheden binnen de eigen gemeente en daarom waren gemeenteveldwachters vaak ook aangesteld als onbezoldigd rijksveldwachter.
De Nederlandse gemeenten vonden de functie van gemeenteveldwachter niet erg belangrijk. De veldwachter was dan ook nauwelijks een professionele politieman. Hij werd slecht betaald en boezemde waarschijnlijk weinig ontzag in. Vaak moest een veldwachter in zijn doorgaans versleten uniform vragen of hij op kosten van de gemeente na jaren een nieuwe uniformjas mocht kopen.
Gemiddeld verdiende een veldwachter rond 1900 zo'n 250 gulden per jaar, wat laag genoemd kan worden. Verschil qua inkomen was afhankelijk van de neventaken. Was de veldwachter ook bode en opzichter bij openbare werken, dan kreeg hij toeslagen van 25 tot 50 gulden per jaar.
Vanaf de jaren 1930 trad een zekere professionalisering in. Zo had de veldwachter recht op dertig gulden rijwielvergoeding, vijftig gulden diplomatoelage, honderd gulden uniformgeld, vrije woning en medische behandeling.
De nieuwe veldwachter stond ook niet meer overal alleen voor. Bij bijzondere gelegenheden waarbij meer mankracht nodig was om de orde te handhaven, bijvoorbeeld de kermis, stonden rijksveldwachters van het district of leden van de Koninklijke Marechaussee hem bij. De veldwachter werd vanaf de jaren dertig ook ingezet als armbezoeker/controleur.
In 1943 werd de gemeenteveldwachter bij de marechaussee ondergebracht.

### Fictie
Fictieve veldwachters zoals veldwachter Flipsen uit de jeugdboeken over Dik Trom van C. Joh. Kieviet, veldwachter Bromsnor uit de verhalen over Swiebertje, veldwachter Zwart in meer dan zestig boeken van De Kameleon en veldwachter Geitebrei uit Pommetje Horlepiep verwierven grote bekendheid onder het publiek en waren deels verantwoordelijk voor de beeldvorming van deze functiedragers bij latere generaties.

## België
België kende twee categorieën van politiediensten binnen de gemeentelijke politie. Het ging enerzijds om de stedelijke (of gemeentelijke) politie, en anderzijds, in de kleinere gemeenten, de gemeentepolitie van het Landelijke type, bestaande uit veldwachters, hoofdveldwachters en brigadecommissarissen.

### Graden en bevoegdheden van de landelijke politie
- Laagste graad: veldwachter
- Tussengraad: aangestelde veldwachter. Had standaard de bevoegdheid van OGP (Officier van Gerechtelijke Politie)
- Hoogste graad: Hoofdveldwachter. Was zowel OGP als OBP (Officier van Bestuurlijke Politie)
- Overkoepelende graad: Brigadecommissaris

Voor de gemeenten met een zeer kleine bevolking (heden ten dage nog vijf in België) was er de enige veldwachter, die dezelfde bevoegdheden had als de Hoofdveldwachter, doch op zichzelf aangewezen was voor alle politiewerk.
In Wallonië werd de veldwachter garde champêtre genoemd, wat hetzelfde betekent. Dit werd in Vlaanderen verbasterd tot sjampetter of champetter.